# فون بلوكس

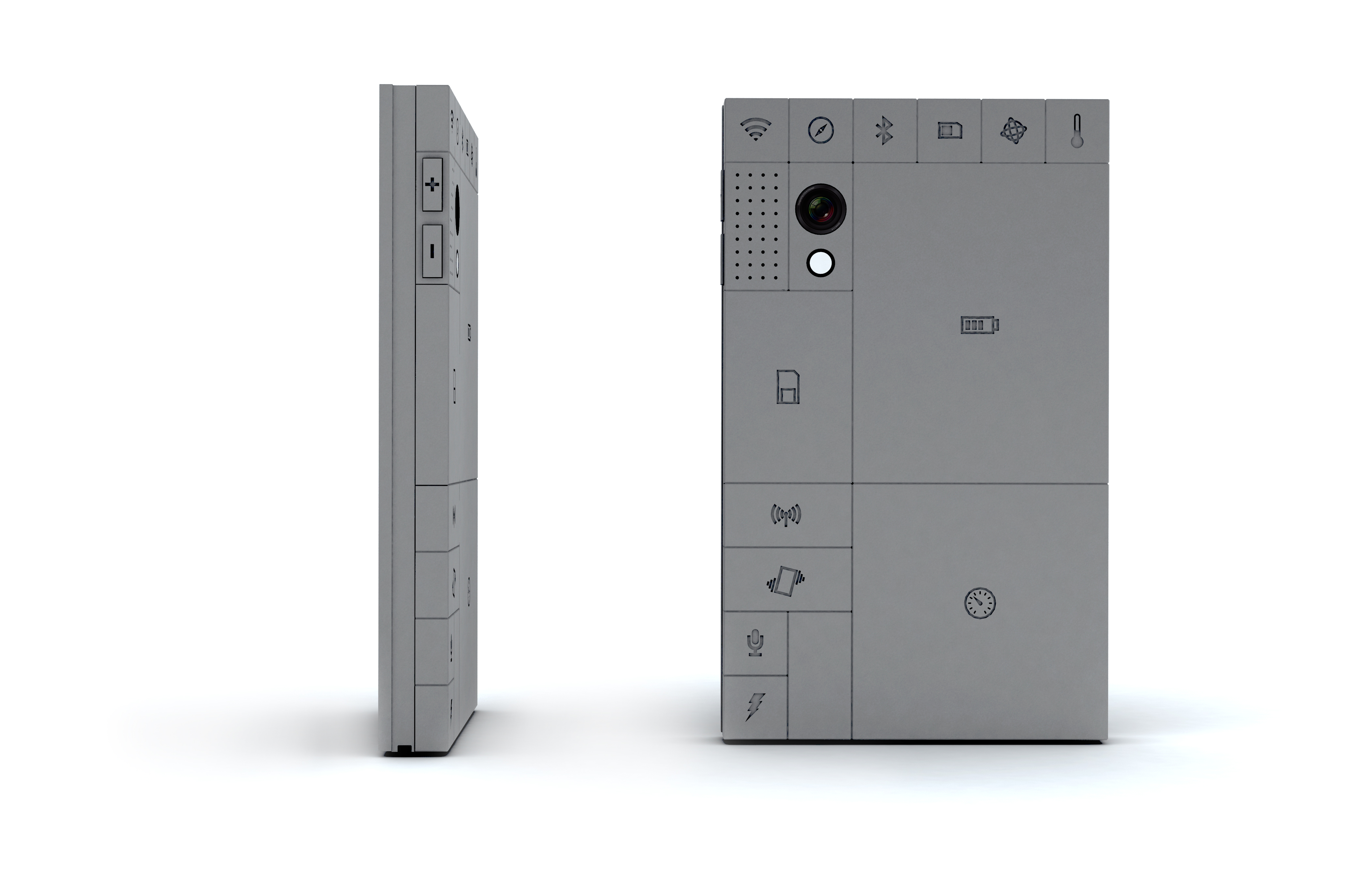
الكتل الهاتفية

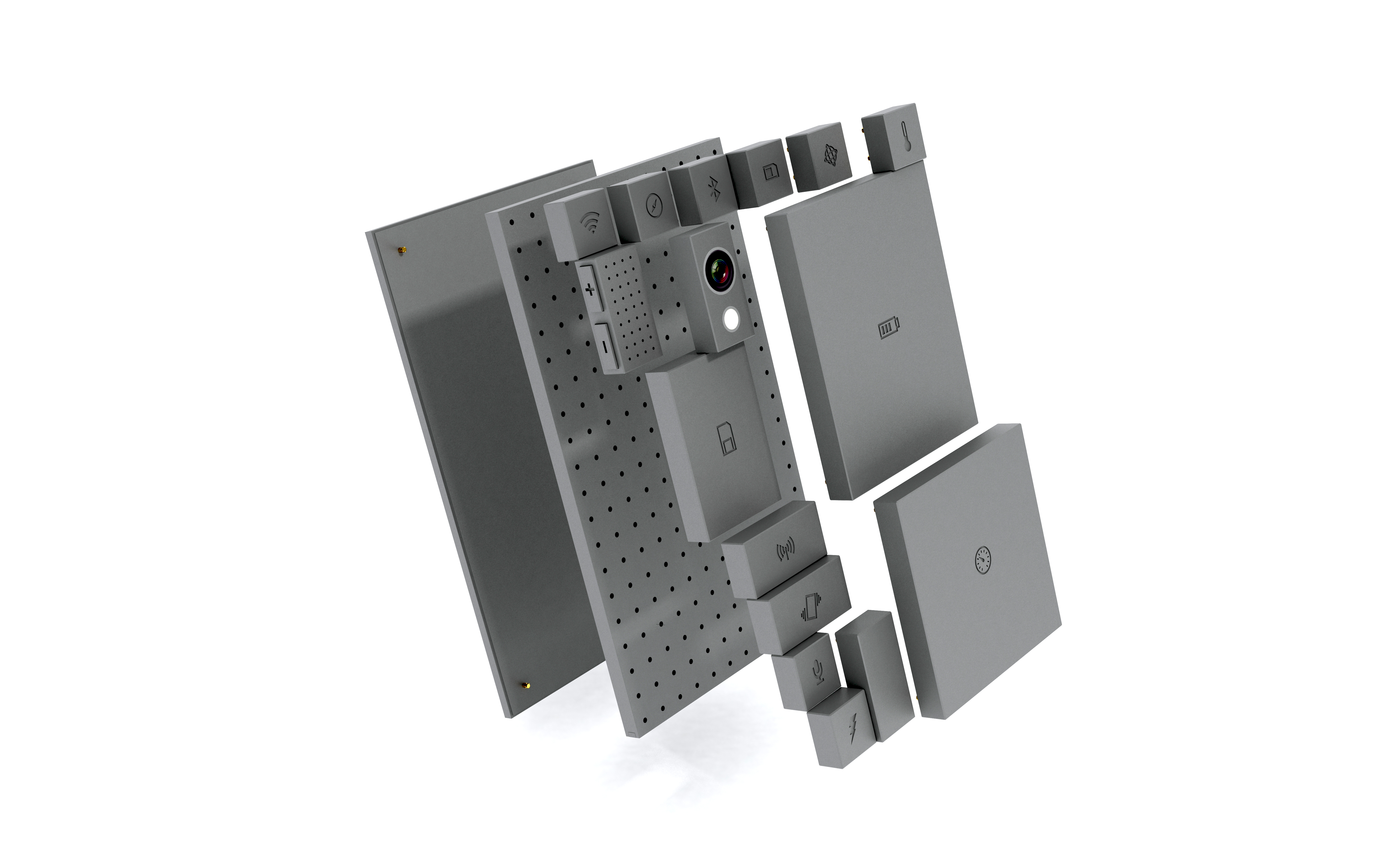
توضيح لفكرة "الكتل الهاتفية"

فون بلوكس (بالإنجليزية: Phonebloks)‏ والتي تعني حرفياً «الكتل الهاتفية» (فالكتلة هي القطعة المجتمعة من الشيء)أو «وحدات بناء الهاتف»، هي مفهوم حديث في تكنولوجيا الهواتف النقالة، أنشأه المصمم Dave Hakkens 
، بهدف تقليل المخلفات الإلكترونية الناتجة عن الهواتف النقالة؛ حيث يمكن للمرء، حال تلف جزء من هاتفه -كالبطارية-، أن يستبدل قطعة جديدة بالقطعة التالفة، بدلاً من أن يستبدل الجهاز كله، متيحاً المجال للمستخدم أن يرقّي كُتَلاً -أو أجزاءَ- من هاتفه بدلاً من أن يستبدل الجهاز كله  وهذا من شأنه أن يقلل المخلفات الإلكترونية. يجدر بالذكر هنا أن المخلفات الإلكترونية، حسب تقدير منظَّمة الحملة البيئية (Greenpeace)، يبلغ 20 - 50 طناً.
كانت هناك فكرة مماثلة سابقاً من شركة إسرائيلية اسمها Modu، حيث صنعت هواتفَ Modu، وهي هواتفُ صغيرةٌ صُممت لتعطي وظائف أساسية، لكن يمكن أن تُوَسَّع وظيفيتُها إذا ما وُضعت في "jackets" خاصة بها، حيث تزداد وظائفها، فمثلاً يمكن أن تضيف غلافاً (Jacket) فتصبح قادراً على استخدام لوحة المفاتيح. لم يُكتب للفكرة البقاء؛ حيث أغلقت الشركة عملياتها بسببٍ من الديون.
بدأت حملةٌ على موقع Thunderclap لتنشر فكرة فون بلوكس في النصف الأول من أيلول (سبتمبر) 2013 وانتهت في 29 تشرين الأول (أكتوبر) 2013، وقد جلبت هذه الفكرة عدداً من الداعمين لها أكبر من المتوقع (حوالي مليون شخص).

## الفكرة
تقوم الفكرة على أن يتكون هاتف فون بلوكس من كتل قابلة للإزالة، تتصل جميعها بقاعدة واحدة تربط جميع الكتل ببعضها في هاتف واحد، إن تتلفْ كتلة منها، يمكن للمستخدم استبدالها بسهولة، وإن تصبحْ قديمة يمكنك ترقيتها. أما بالنسبة للكتل، فهي تُشَبَّه بتطبيقات في متجر تطبيقات؛ حيث يمكنك أن تشتري الكُتل، تقرأ مراجعاتٍ عنها أو تبيع كُتَلَك القديمة. يمكنك أن تشتري هاتفك شبهَ مُجَمَّعٍ، كما يمكن أن تجَمِّعه بنفسك.

## استقبال الفكرة
شبه Brian Heater الفكرة في عنوان لمقالته التي كتبها في 11 أيلول (سبتمبر) 2013 بأنها تشبه قطع الليغو، ثم وصفها في المقالة بأنها «واحدة من تلك الأفكار الجيدة بشكل أكبر من أن تكون معه حقيقية»، وأتْبَعَ بأن هذا ليس مستحيلاً؛ إذ إن أشياءَ أغرب حدثت في عالم الإلكترونيات.
يؤيده في الجانب المتشائم George Hahn، حيث كتب عن الفكرة في مقالة عنوانها «السبب وراء أن فكرة فون بلوكس لن تعمل»، ووضح ذلك بأن الإشارات في الأجهزة الحديثة عاليةُ السرعة، ولتبقيها كذلك عليك أن تجعل المكونات أقرب لبعضها البعض، فمثلاً ذاكرة الوصول العشوائي، المعالج المركزي وجهاز استقبال اللاسلكي توضعُ على رقاقة واحدة. وأتبع ذلك موضحاً أن المشكلة في التواصل، فالوصلات (interconnections) لا تتصل جميعُها بناقل (bus) واحد وإنما يتصل كل منها -تقريباً- بسلك معالج (processor lead) خاص به، مما يحد من حجم الكتلة وتموضعِها.
أما على الجانب الإيجابي، فقد كتب Matt Peckham مقالة بعنوان «آي فون، قد أتركك في سبيل فون بلوكس، مفهومُ هاتفٍ ذكي يشبه الليغو والذي يبدو جداً أذكى»، واستهل المقالة بـ [إن كان لهذا «الهاتف الذكي» أن يكون، فربما سيستحقّ الاسم] ثم وصف الفكرة بالمدهشة؛ إذ إنه هاتف ذكي يشبه قطع الليغو، مبني من كُتل قابلة لإعادة التشكيل... وكتب أيضاً «تريد معالجاً أسرع؟ فقط أبعد كُتلة، شاشة تصدعت؟ إليك عن القديمة، عليك بالجديدة. لا تحتاج الكاميرا؟ أو ربما تعمل كل شيء على الإنترنت ولا تحتاج إلى تخزين محلي؟ المساحة المُفرغة قد تتيح لك أن تضع بطارية أكبر...» 
من أهم جوانب استقبال الفكرة أيضاً عددُ الداعمين لها، فقد وصل عدد الداعمين للفكرة على موقع Thunderclap خلال 24 ساعة من إطلاق الفكرة إلى 50,000 داعم. ووصل عدد الداعمين لها حتى 3 تشرين الثاني (نوفمبر) 2013 (أي بعد أقل من شهرين على إطلاق الفكرة) إلى 979,372 داعماً حول العالم، وهو بحسب الموقع، يشكل 108% من الهدف الموضوع.

## مشروع آرا
مشروع آرا (بالإنجليزية: Project Ara)‏ هو مشروع أطلقته شركة موتورولا في 28 تشرين الأول (أكتوبر) 2013 بالتعاون مع Dave Hakkens منشئ فكرة فون بلوكس، بهدفجلب منفعةِ نظامٍ من العتاد المفتوح إلى 6 بلايين شخص. مشروع آرا يقوم بتطوير منصة عتاد مفتوحة ومجانية بهدف خلق هواتف ذكية عالية المعيارية. وأيضاً يسعى المشروع إلى أن يصنع بالعتاد ما صنعته منصة أندرويد للبرمجيات: خلق نظام حيوي من مطوري الطرف الثالث، تخفيض الحواجز للدخول، زيادة سرعة الابتكار، وزيادة سرعة التسلسل الزمني للتطوير.

## مواقع ذات صلة
موقع فون بلوكس
مدونة موتورولا الرسمية